# Giovanni Martorana
Giovanni Martorana (Palermo, 1965. május 12. – Monreale, 2018. december 21.) olasz színész.

## Filmjei
Mozifilmek
- Száz lépés (I cento passi) (2000)
- Maléna (2000)
- Szépséges fiatalság (La meglio gioventù) (2003)
- Il latitante (2003)
- Láss tisztán! (Quando sei nato non puoi più nasconderti) (2005)
- Shooting Silvio (2006)
- Io, l'altro (2006)
- Szentpétervár démonai (I demoni di San Pietroburgo) (2008)
- Családi gubanc (La matassa) (2009)
- Baarìa (2009)
- Vento di Sicilia (2012)
- Sins Expiation (2012)
- Gli intrepidi (2012)
- Amiche da morire (2013)
- Pitza e datteri (2015)
- Una storia senza nome (2018)

Tv-filmek, sorozatok
- Le voyage de Louisa (2005)
- L'ultimo padrino (2008)
- L'onore e il rispetto (2009)
- Squadra antimafia - Palermo oggi (2010, öt epizódban)